# 月バラ!
月バラ!（げつバラ）は、2006年4月10日から2007年3月12日まで2006年8月21日まで1週または2週間隔でテレビ朝日・ABC系列（ただしフルネット24局のみ）にて月曜日（日本標準時）に放送されていた単発特別番組枠の名称。2006年10月23日からは、毎週月曜日19:00 - 19:54の1時間の特別番組枠として放送されていた。

## 概要
この枠は、2001年から『月曜時代劇』（19:00 - 19:54）を放送しており、2006年3月をもって同枠を火曜19時枠に移し（→火曜時代劇）、同年4月からは空いた月曜19時枠を20時枠と統合して2時間枠とした。
『月バラ!』では、テレビ朝日で放送されている深夜バラエティ番組（ネオバラエティ・ネオネオバラエティ）や、通常昼・深夜に放送される不定期特番などのスペシャル番組を放送していた。
この番組枠確保に伴い、火曜19時に放送されていた『Matthew's Best Hit TV+』が金曜深夜に移行した。また、『旅の香り』は2006年3月まではローカルセールスであったが、これによりネットワークセールス扱いとなり、替わりに月曜20時台が暫くの間ローカルセールスになった。
2時間枠時代は『奇跡の扉 TVのチカラ』と交互（稀に2週連続で放送し、その場合は次の『TVのチカラ』も2週連続）に19:00 - 20:54の2時間スペシャルとして放送していた。
2006年秋の改編期に合わせ同年8月21日の『コドモのギモン!』スペシャルをもって終了することになっていたが、夜7時台の後番組が決まらなかったために、同年10月以降も夜7時からの1時間枠に短縮した上で継続する事になった。またセールス枠もローカルセールス枠に切り替えられ、系列局によっては休止振替放送する局もある。
視聴率は当初は安定していたのだが、2005年ごろより視聴率が低下。1時間枠に短縮した10月以降も視聴率は改善されず、11月には3回も番組が休止（その内2回は『クイズプレゼンバラエティー Qさま!!』の2時間スペシャル）。2007年1月8日の芸能界雑学王最強№1決定戦は最高視聴率の18.8%（関東地区）を記録したが、その後は再び低迷、3月5日放送分では最低視聴率の3.6%を記録した。
2007年4月よりこの枠で『美味紳助』が放送されるため終了となった。

## この枠で放送された番組
（）内は視聴率。

### 3時間枠

#### 2006年
- 10月2日 - 「超『ぷっ』すまVS美女100人 男と女の修羅場&(秘)セレブ御用達グルメ解禁スペシャル」（9.7%）

#### 2007年
- 1月8日 - 「芸能界雑学王最強№1決定戦」（18.8%）

### 2時間枠

#### 2006年
- 4月10日 - 「くりぃむナントカSP 上田と言えばゴリラ･･･ クイズ1and1 春の陣」（10.6%）
- 4月24日 - 「国分太一・美輪明宏・江原啓之のオーラの泉 運命が変わる愛の言葉5」（13.9%）
- 5月8日 - 「内村プロデュース リアル性格王どっきり決定戦SP!!」（10.5%）
- 5月22日 - 「さまぁ〜ず&美川憲一 美人マジシャン三姉妹 お前ら魔女かよスペシャル!!」（ストリートファイターズのスピンオフ、7.7%）
- 6月12日 - 「アドレな!ガレッジSP 世界で興奮&熱狂ツアー!!!」（9.5%）
- 6月19日 - 「運命の数字SP」（9.1%）
- 7月10日 - 「よっ!日本一!!SP」(10.2%）
- 7月17日 - 「クイズプレゼンバラエティー Qさま!! 芸能界No.1争奪決定戦 ついに日本新記録が出ちゃったのかよSP!!」（12.6%）
- 7月31日 - 「関根&優香の笑う夏休み最強SP」(8.1%)
  - 北陸朝日放送では「HAB健康の館[1]」、広島ホームテレビではローカル情報番組「ひろしま菜'S」（月1最終月曜に放送）、琉球朝日放送では「夢は大人になるまで生きること〜沖縄とモンゴルを結ぶ3000キロの絆〜」を放送[2]したため1時間短縮版で放送。
- 8月21日 - 「コドモのギモン!」（6.9%）

- 10月9日放送(2時間枠としては最終回) - 日本全国徹底調査!好きなアニメランキング100(10.9%)

### 1時間枠

#### 2006年
- 8月7日 - 「ヒロシの日本全国田舎で恋人探し」（諸事情により1時間放送、5.9%）
  - 20:00 - 20:54に青森朝日放送、岩手朝日テレビ、東日本放送、秋田朝日放送、山形テレビ、福島放送は東日本放送制作の「あなたが選ぶ東北のラーメンベスト60」、メ〜テレは「ラブちぇん 夏の特別編」、琉球朝日放送は「Cinema Paradisoスペシャル」[3]を放送。東北・中京広域圏・沖縄県以外の放送局は「奇跡の扉 TVのチカラ」を放送）
- 10月23日 - 「1ヵ月1万円芸人よゐこ&アンタッチャブル満喫グルメ旅横浜中華街編」
  - 青森朝日放送では「厳選!源泉かけ流し あおもりの湯っこ[4]」（出演：山田まりや、川村ひかる）、北陸朝日放送では「DokiDokiてれび」を放送。
- 10月30日 - 「リポーター初体験バトル 芸能界VIPおススメ秋の京都グルメSP」
  - 広島ホームテレビは「ひろしま菜'S」（本番組は11月10日12:00 - 12:55に代替放送された）、北陸朝日放送では「HAB健康の館」を放送。
- 12月4日 - 「三ツ星!500円食堂」
  - 秋田朝日放送では「あきたふるさと手作りCM大賞2006」を放送。
- 12月11日 - 「久本雅美の日本全国おいしい回転寿司店No.1決定戦」
  - メ〜テレでは「ウドちゃんの旅してゴメン ゴールデンSP」を放送。

#### 2007年
- 1月22日 - 「最強!ヒットカラオケ完璧に歌って100万円」春・秋・年末の年3回放送している「史上最強のメガヒット カラオケBEST100 完璧に歌って1000万円」の月バラ!バージョンとして放送した。(7.7%)
- 2月5日 - 「全国3000店から寿司通が厳選!うまいデカ盛り回転すしベスト50」
  - 秋田朝日放送では「夢大将 ラッシャー団長が本気になった。」を放送。
- 2月19日 - 「全国47都道府県からツアーコンダクターが厳選!うまい駅弁ベスト100」
- 2月26日 - 「テレビ初公開！絶対聞きたい講演会」(4.1%)
- 3月5日 - 「検索ちゃん特別企画・腹ペコちゃん雑学王」(3.6%)
  - 山形テレビでは「こりあゃいい!嵐山光三郎のおいしい山形旅」、東日本放送では「せんだいツウ!」、瀬戸内海放送・広島ホームテレビ・山口朝日放送・愛媛朝日テレビでは「真矢みきの坂本龍馬ミステリー」、大分朝日放送では「Drコパおすすめ!開運こだわり木造住宅」を放送。
- 3月12日 - 「第2回久本雅美の日本全国おいしい回転ずしNo.1決定戦」
  - 北陸朝日放送では「DokiDokiてれび」、広島ホームテレビでは「ひろしま菜'S」を放送。